# Niquita
A niquita ou nikita é uma bebida tradicional da Madeira, feita de gelado (de vários sabores), açúcar, rodelas de ananás, e uma bebida alcoólica, como o vinho branco e/ou a cerveja branca, sendo todos estes bem misturados até ficar cremoso. Para essa mistura usa-se, normalmente, o pau da poncha.
É uma bebida típica de Câmara de Lobos, mas que é popular por todo o arquipélago, a Madeira e o Porto Santo.

## Origem do nome
A palavra niquita em dialeto madeirense tem o significado de "um pouco" também existe outra versão desta palavra sendo ela "niquinha".